# Sophie Wilmès
Sophie Wilmès (n. 15 ianuarie 1975, Elsene, Comunitatea Francofonă din Belgia⁠(d), Belgia) este o politiciană belgiană membră a partidului francofon Mișcarea Reformatoare. Pe 27 octombrie 2019, devine prima femeie șefă de guvern din istoria Belgiei. În 2014 a fost deputat federal. În 2015, ea a intrat în guvernul lui Charles Michel în calitate de ministru al bugetelor. În decembrie 2018, ea și-a asumat și Ministerul Administrației Publice. 
Sophie Wilmès este și prima persoană de origine evreiască devenită prim-ministru al țării ei.

## Biografie
Wilmès s-a născut în localitatea Ixelles din regiunea capitalei Bruxelles. ca fiică a lui Philippe Wilmès, economist și inginer oceanolog, de origine valonă catolică, și care a predat ca profesor de economie la Universitatea  Louvain, și a lui Bernadette Grange  de origine evreiască, dintr-o familie de supraviețuitori ai Holocaustului. Ea este licențiată în comunicare aplicată și management financiar de la Universitatea Saint-Louis, Bruxelles. A lucrat ca consilier economic și financiar la o firmă de avocatură. 

### Cariera politică
Din 2007 până în 2014, Wilmès a fost primul consilier responsabil cu finanțele, bugetul, educația francofonă, comunicarea și afacerile locale din orașul Sint-Genesius-Rode. Din 2014 până în 2015 a fost consilier provincial al provinciei Brabantului flamand. În 2014 a fost aleasă la Camera Reprezentanților. 
În septembrie 2015, Hervé Jamar a anunțat că va demisiona la 1 octombrie 2015 pentru că a fost ales ca guvernator al provinciei Liège. Sophie Wilmès a ales să-i succede funcția de ministru al bugetului în guvernul Michel I. În decembrie 2018 a devenit ministru al bugetului, administrației publice, loteriei naționale și politicii științifice în guvernul Michel II. La 27 octombrie 2019 ea a devenit prima femeie prim-ministru a Belgiei, succesoarea lui Charles Michel care la 1 decembrie și-a asumat președinția Consiliului European. 

## Viața personală
Wilmès este căsătorită cu Christopher Stone, australian originar din Tasmania, și are patru copii: Jonathan, Victoria, Charlotte și Elizabeth.